# أنتوني فرنسيس لوكاس
هو المستكشف النفطي أنطوني فرنسيس لوكس Anthony Francis Lucas  المولود في مدينة سبلت الكرواتية الأوروبية سنة 1855م غادر كباحث نفطي إلى ولاية ميشيغان الامريكية سنة 1879 م حيث تواجد عمه واسرته هناك في حين انه تنقل لاحقا بين عدة ولايات كباحث ومستكشف نفطي منها ولاية فرجينيا وواشنطن دي سي ثم كولورادو في ولاية دنفر ثم لويزيانا وفي سنة 1899 م حط رحاله في ولاية تكساس الجنوبية الساحلية حيث قامة بتنسيق مع رجل الأعمال جوزيف ستيف كولينان على البحث والتنقيب هناك وخلال مدة وجيزة من الحفر والتجارب العملية والمختبارية استطاع استخراج الذهب الاسود من منطقة بيومونت تكساس سنة 1901م التي عرفت لاحقا بسبندل اويل علما بأن البعض يطلق علية اسم حقل لوكس إلى حينه ومنها توسعت أعمال التنقيب والبحث والاستخراج والتصنيع والتصفية إلى عدة مشتقات نفطية وتم سريعاكتشاف أكبر أحواض وحقول الكحيل اوالنفط في ولاية تكساس المترامية الاطراف وكانت ذات نوعية جيدة جداومنافسة في الاسواق الامريكية والاقليمية في حين انه توفي سنة 1921م في ولاية واشنطن دي سي حيث تمت مراسيم  الدفن هناك.